# Grupo de Estudios Constitucionales
El Grupo de Estudios Constitucionales o Grupo de los 24, fue un grupo chileno de veinticuatro juristas y personalidades de oposición a la dictadura de Pinochet, formado el 21 de julio de 1978. Tuvo por objeto crear un proyecto alternativo de Constitución democrática para el país, en contraste al anteproyecto de la Constitución Política de la República de 1980, redactado por la Comisión Ortúzar, establecida en 1973 por la Junta militar.
A pesar de no lograr su cometido inicial, su trabajo sirvió de base para una serie de reformas realizadas a la Constitución de 1980 a partir de 1989. 

## Historia
De los 24 fundadores originales, 7 eran militantes del Partido Demócrata Cristiano, 8 pertenecientes al Partido Radical y la Social Democracia, 2 de derecha opositora al Régimen, 3 socialistas y 4 intelectuales independientes.
Entre 1983-1984 organizaron una serie de «cabildos populares» en Punta Arenas, que dieron origen a la primera protesta contra Pinochet durante la dictadura, conocida como el Puntarenazo.

## Integrantes

### Fundadores
- Manuel Sanhueza (presidente)[4]
- René Abeliuk[4]
- Patricio Aylwin[4] (vicepresidente)
- Edgardo Boeninger[4]
- Fernando Castillo Velasco[4]
- Jaime Castillo Velasco[4]
- Héctor Correa Letelier[4]
- Juan Agustín Figueroa[4]
- Gonzalo Figueroa Yáñez[4]
- Ignacio González G.[4]
- Luis Izquierdo[4]
- Eduardo Jara Miranda[4]
- Eduardo Long Alessandri[4]
- Joaquín Luco[4]
- Luis Fernando Luengo[4]
- Alberto Naudon Abarca[4]
- Hugo Pereira[4]
- Raúl Rettig[4]
- Pedro Jesús Rodríguez[4]
- Víctor Santa Cruz[4]
- Alejandro Silva Bascuñán[4][nota 1]
- Ramón Silva Ulloa[4]
- Julio Subercaseaux[4]
- Sergio Villalobos[4]

### Otros integrantes
- Carlos Andrade[5]
- Andrés Aylwin (secretario)
- Ignacio Balbontín
- Carlos Briones[5]
- Francisco Bulnes Sanfuentes[6]
- Patricio Chaparro
- Hugo Cifuentes (secretario)
- Jorge Correa Sutil (secretario)[7]
- Pedro Correa[8]
- Francisco Cumplido[8]
- Raúl Espinoza[8]
- Armando Jaramillo Lyon[8]
- Zarko Luksic (secretario)[9]
- Jorge Molina Valdivieso
- Humberto Nogueira (secretario)
- Jorge Mario Quinzio[5]
- Manuel Rodríguez[10]
- Enrique Silva Cimma[8]
- Francisco Tapia (secretario)
- Sergio Teitelboim[5]
- Mario Verdugo[8]
- Hernán Vodanovic[7]